# Бібліотека імені Олександра Довженка

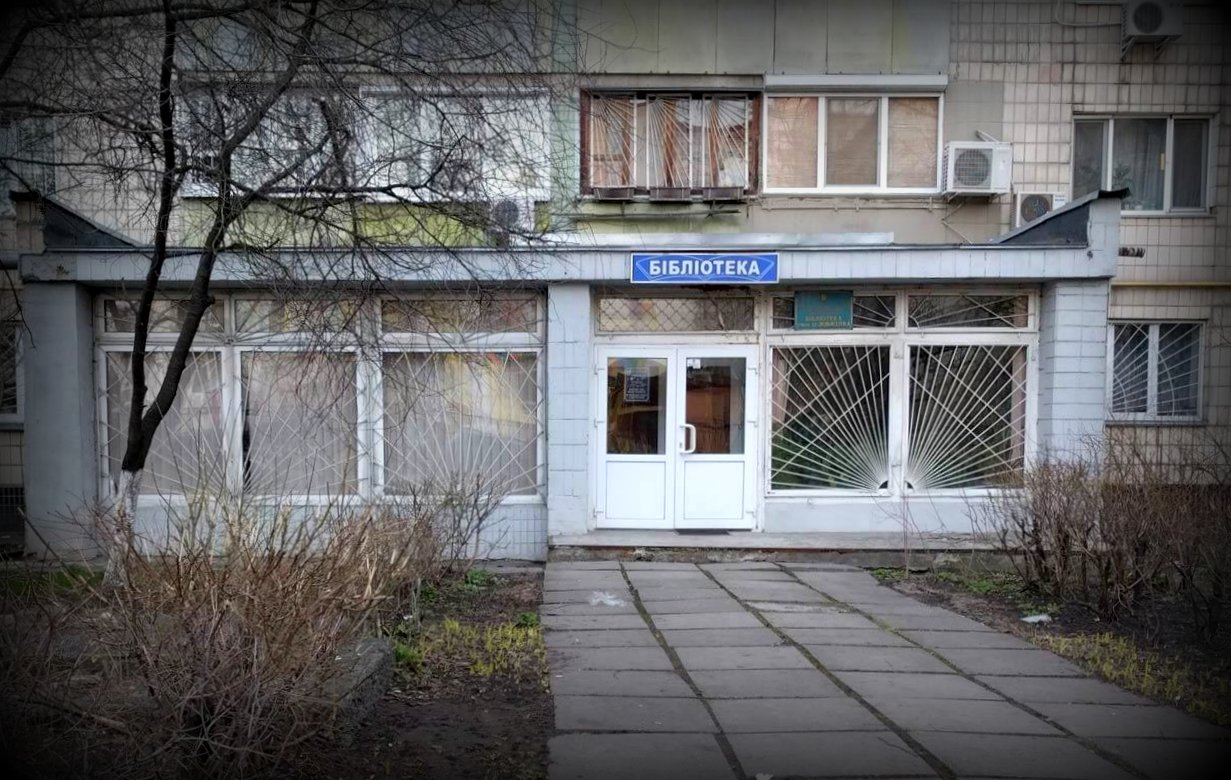
Фасад

Бібліотека імені Олександра Довженка — бібліотека в Солом'янському районі міста Києва. Розташована за адресою Західна вулиця, 11.

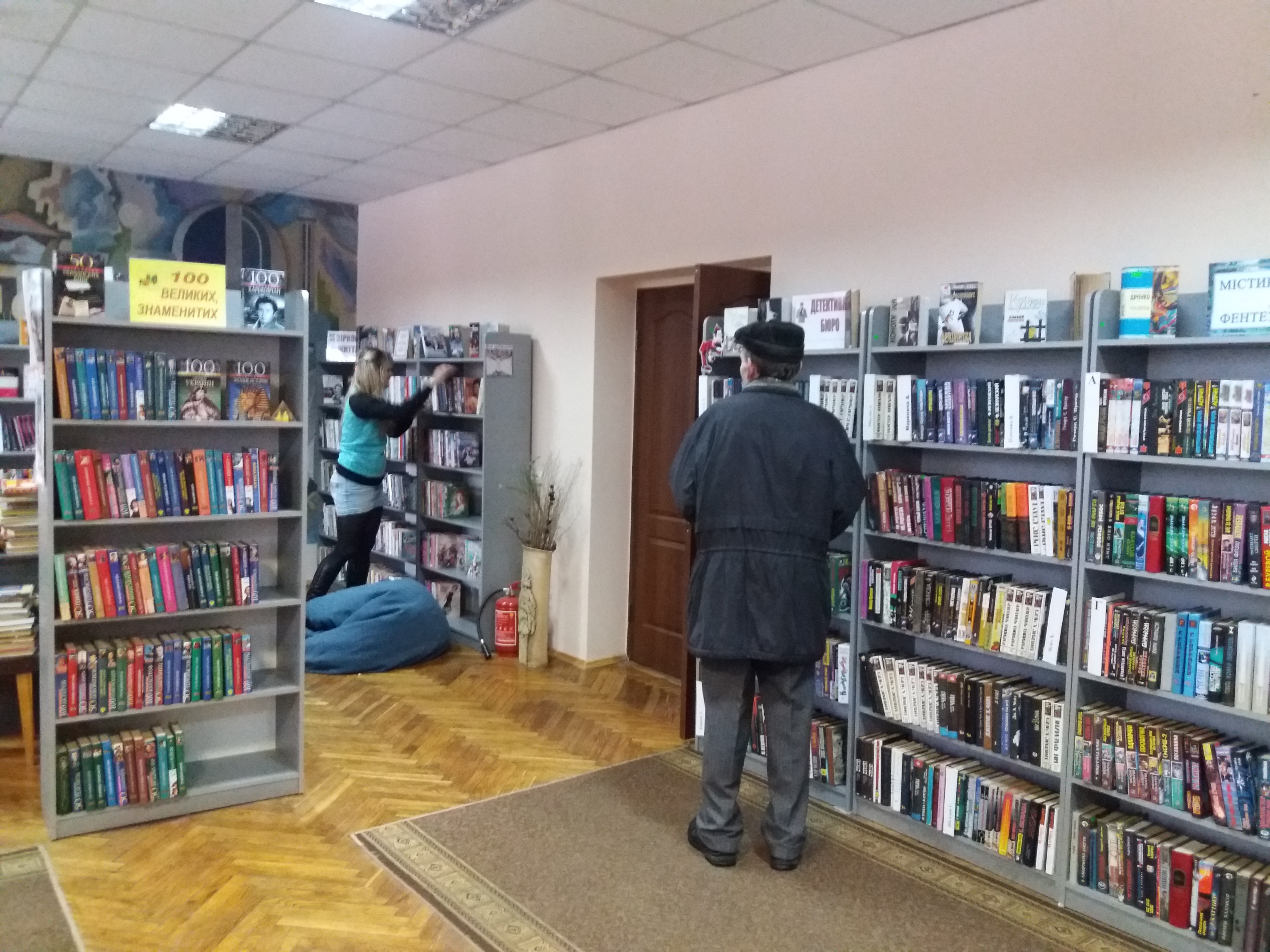
Бібліотечні будні

## Історія
Заснована 20 вересня 1974 року. З 1974 по 1984 рік наш заклад називався бібліотека для дорослих №3 Жовтневого району. 1984 року бібліотеці присвоєно ім'я видатного українського письменника, кінорежисера О. П. Довженка. Ім'я було присвоєно з нагоди 90-річчя від дня народження та з урахуванням особистої причетності до історії району.
1996 року Жовтневий район святкував 75-річчя від дня свого утворення. З цієї нагоди, за підтримкою кіностудії, у жовтні того року в бібліотеці було створено історико-літературну експозицію «Довженко на Шулявці». Для учнів, студентів, вчителів вона стала базою, творчою лабораторією вивчення творчого доробку Олександра Петровича Довженка. Входила до складу ЦБС Жовтневого району. З утворенням на основі колишніх Жовтневого та Залізничного нового Солом’янського району бібліотека у листопаді 2001 року увійшла до нової ЦБС Солом’янського району.
Площа приміщення бібліотеки — 329,1 м², Станом на 01.01.2024 року бібліотечний фонд закладу складає 17 383 примірників. Кількість користувачів бібліотеки складає 3008 осіб, кількість відвідувань протягом року – 18 496, документовидача– 53318.
Бібліотека обслуговує мешканців свого мікрорайону, навчальні заклади, інші організації району. Акумулює і надає в користування інформацію про О. П. Довженка, дає можливість навчальним закладам проводити вивчення його творчості в залі експозицій, популяризує творчу спадщину письменника, літературу з питань мистецтв.  

Структура: абонемент, читальний зал, зал експозицій «Довженко на Шулявці», кінозал, дитяча зона, територія для майстер-класів.